# Cima di Gana Bianca
Cima di Gana Bianca är en bergstopp i Schweiz.   Den ligger i distriktet Blenio och kantonen Ticino, i den sydöstra delen av landet, 130 km öster om huvudstaden Bern. Toppen på Cima di Gana Bianca är 2 842 meter över havet, eller 431 meter över den omgivande terrängen. Bredden vid basen är 4,1 km.
Terrängen runt Cima di Gana Bianca är huvudsakligen mycket bergig. Närmaste större samhälle är Biasca, 12,5 km söder om Cima di Gana Bianca. 
Trakten runt Cima di Gana Bianca består i huvudsak av gräsmarker. Runt Cima di Gana Bianca är det glesbefolkat, med 15 invånare per kvadratkilometer.